# Двері римського Пантеону
Двері римського Пантеона — головні вхідні бронзові двері в ротонді римського Пантеону.
Пам'ятник декоративно-прикладного мистецтва, питання про час створення якого залишається відкритим упродовж кількох століть, довгий час вчені намагаються визначити вік дверей і виявити, чи є ці двері сучасниками Пантеону.

## Опис
Двері шириною 4,45 метра і висотою 7,53 метра мають дві стулки. Філенки і тяги дверей виконані з литої бронзи. Кожна стулка обертається на штифтах, які встановлені у підлозі внизу і в архітраві вгорі. Двері за формою і деталями схожі на античні бронзові двері Рима — у храмі Ромула і Курії Юлія.
З обох сторін дверей розташовані бронзові пілястри з каннелюрами, увенчані тосканськими капітелями, які прикрашені кіматієм з орнаментом у вигляді «іонічних» яєць і стріл. Пілястри з'єднані антаблементом, складеним з лаконічного фризу. Над дверима на дерев'яній рамі розташована фрамуга — шість однакових прямокутних вертикальних бронзових панелей-решіток з простим і досить поширеним стародавнім орнаментом. Ця конструкція є частиною системи вентиляції будівлі, пропускаючи повітря всередину, навіть коли двері зачинені.

## Історія

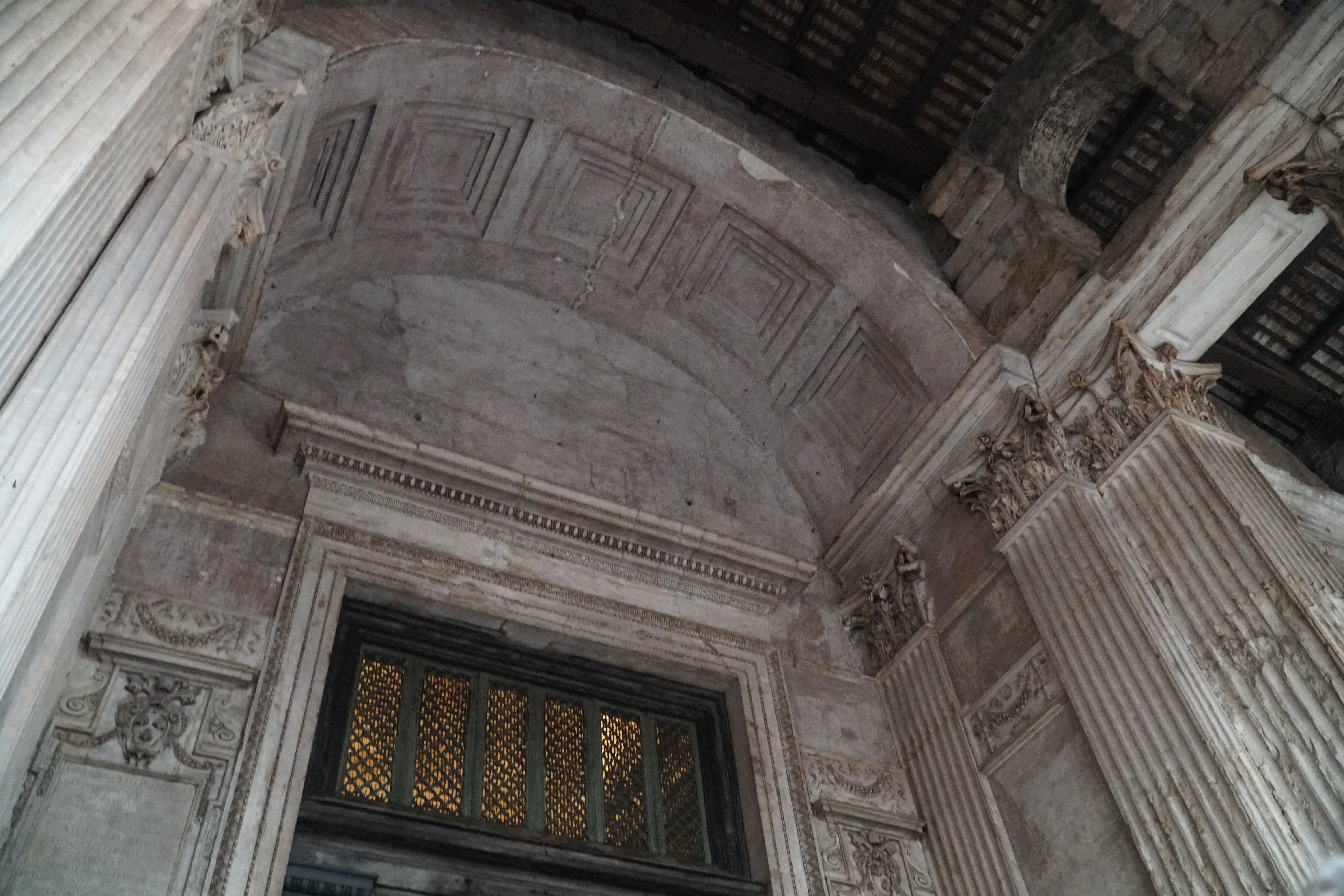
Верхня частина дверей, з бронзовими гратами для вентиляції

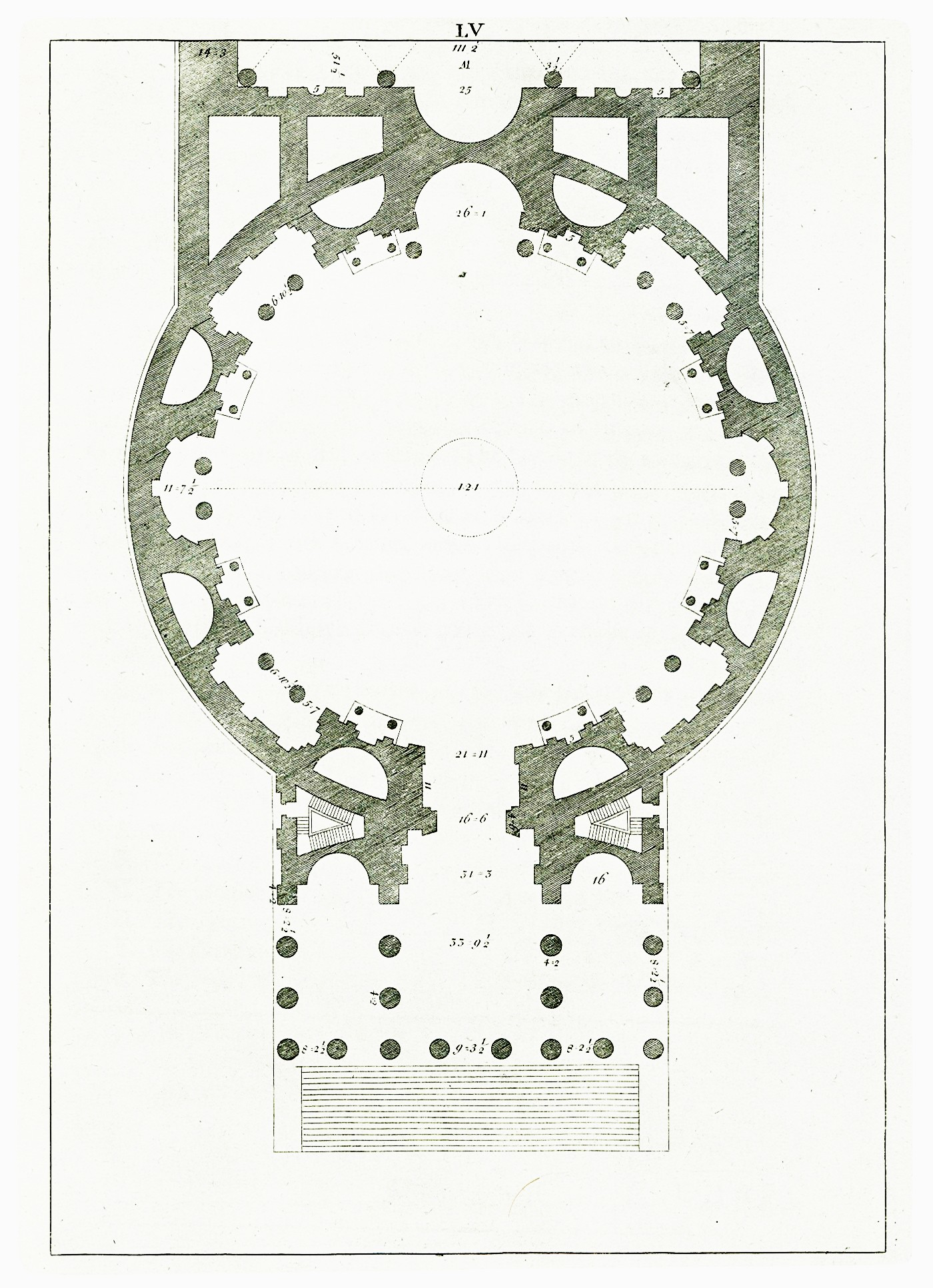
Згідно плана Джакомо Леоні, ширина дверної пройми 16,6 футів (4,8 м)

Точно невідомо, чи є ці двері сучасниками Пантеону, висловлюються думки «за» і «проти». Деякі дослідники Пантеону вважали, що ці двері аутентично античні, і не були вкрадені завойовниками, східними імператорами (бронзу вивозив Констант II) і середньовічними папами. Йоганн Вінкельманн також був впевнений в античному віці дверей, про що повідомляв у своїй роботі «Storia dell’arte nell’antichità». Висловлювалися і сумніви у античному віці дверей, зазначена непропорційність дверей для відповідності прескрипціям Вітрувія дозволяла віднести їх виготовлення до Нового часу. Висловлювалися припущення, що оригінальні двері були викрадені під час розграбування Рима королем вандалами Гейзеріхом у V столітті, так як серед добичі вандалів була мідь, знята з даху храма Юпітера, про що згадував Прокопій Кесарійський.
Також існує версія, що двері лише частково мають античні елементи, а частина елементів дверей безперечно більш пізня. Є відомості, що під час реставраційних робіт у Пантеоні в 1759 році двері ремонтувалися, оскільки були пошкоджені внаслідок падіння під час спроби зняти їх двома роками раніше, в результаті чого загинув майстер-каменяр Корзіні.
Дослідники висловлюють сумніви, що рама з дерев'яного бруса, до якої кріпляться бронзові частини дверей, може мати античний вік, і схиляються до версії, що двері піддалися суттєвій реконструкції в Середні віки або у часи папи Урбана VIII.
Протягом 241 року права частина двері залишалася повністю заблокованою, а ліва відкривалася лише частково. У 1998 році, після докладного дослідження, двері трохи підняли за допомогою спеціально виготовлених пластин, вкритих милом. Штифти були замінені, і двері стали повністю працездатні.

## Галерея

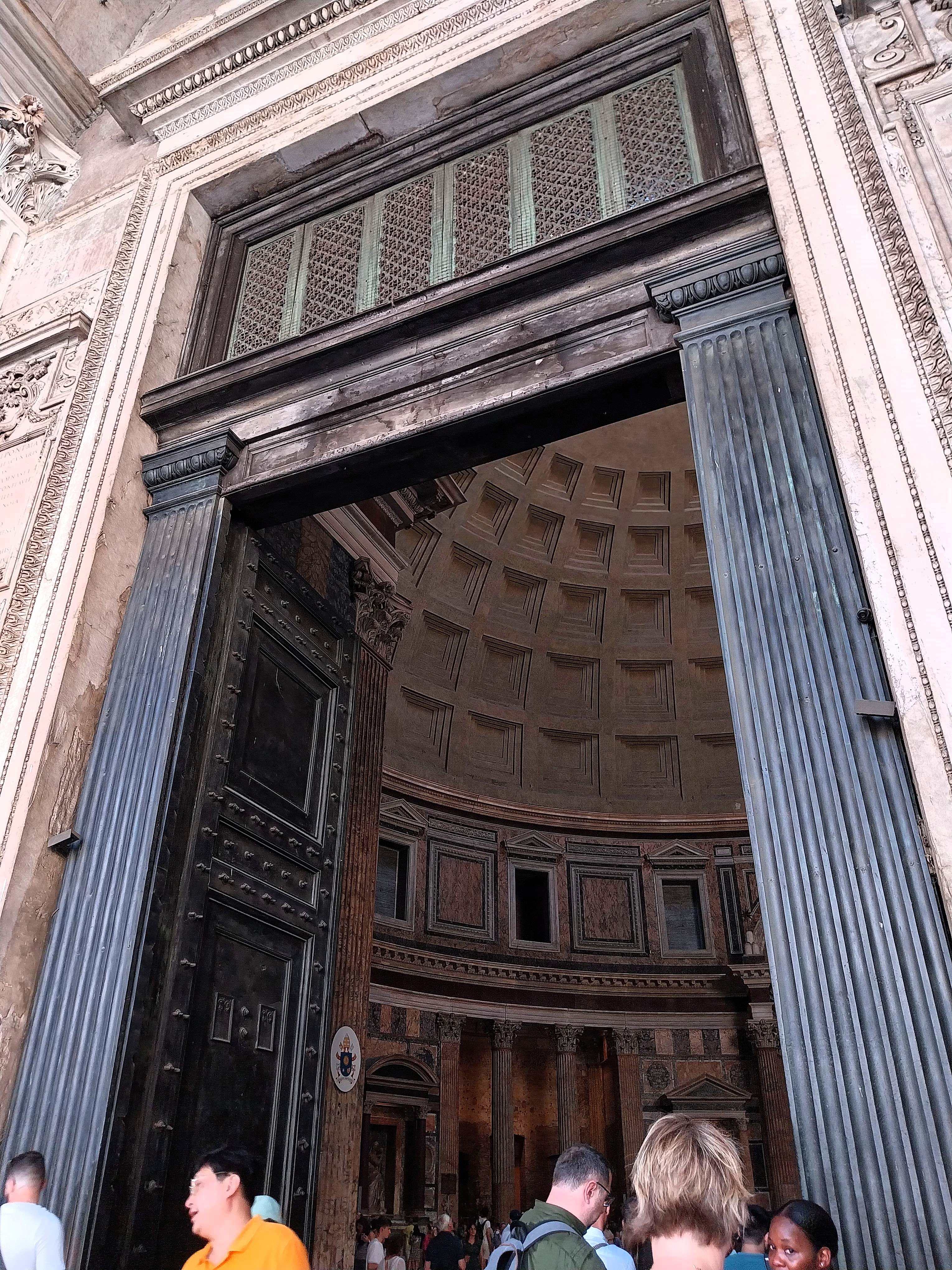
Вид зовнішньої сторони
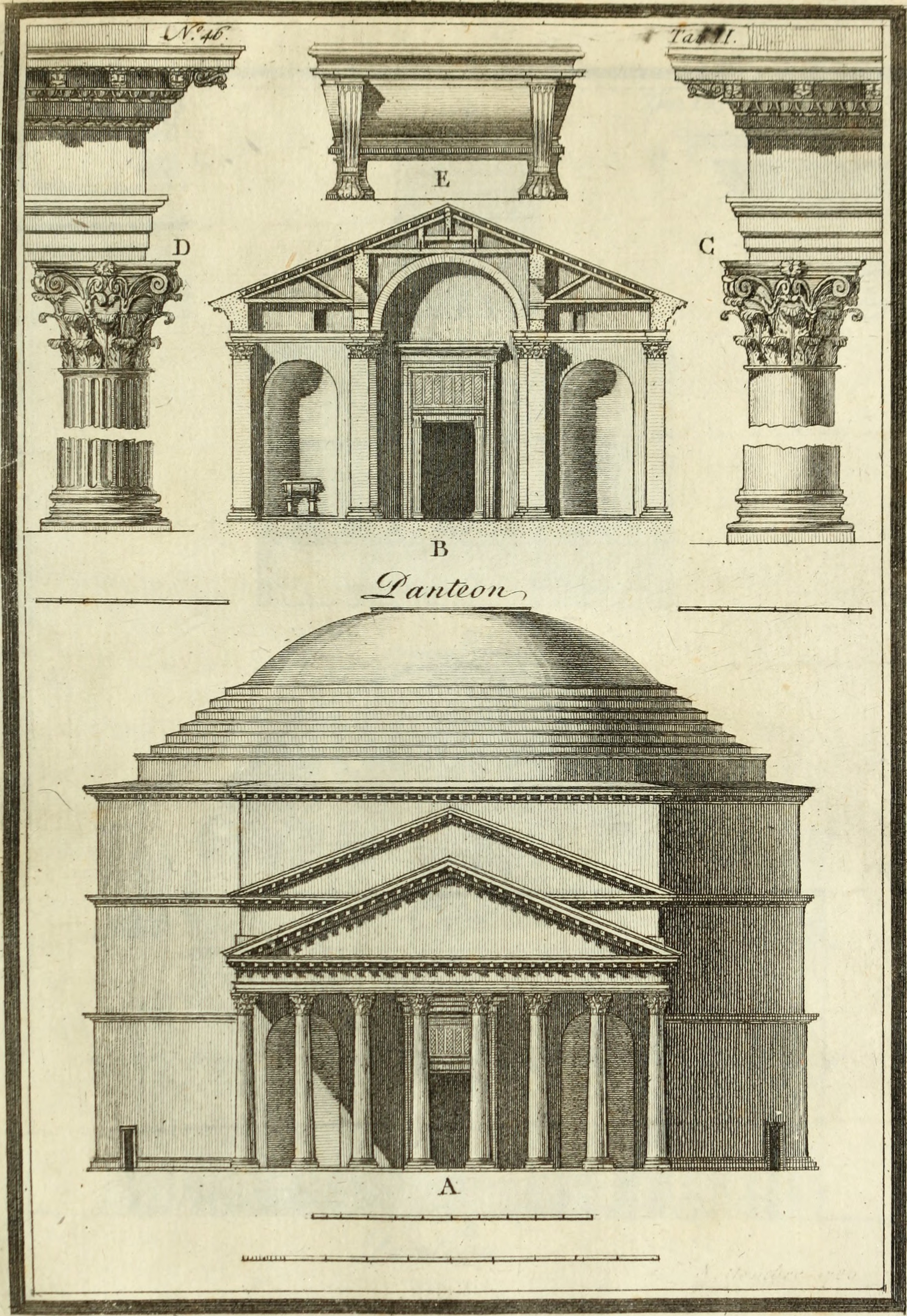
Положення дверного проема на фасаді, гравюра з книги Джузеппе Антоніо Гуатані, 1805